# Parlamentswahl in Vanuatu 1987
Wahlen in den Vanuatu 1987 (en.: General elections) wurden am 30. November 1987 in dem pazifischen Inselstaat Vanuatu durchgeführt. Die stimmberechtigten Ni-Vanuatu wählten 46 Abgeordnete des erweiterten Parlaments, welches bis dahin 39 Sitze umfasst hatte.
Die herrschende Vanua’aku Pati behielt die absolute Mehrheit mit 26 Sitzen, während die Union of Moderate Parties 19 errang. Die Vanua’aku Pati errang fast 50 % der Stimmen, die UMP ca. 40 %. Walter Lini von der Vanua’aku Pati blieb Premierminister. Die Wahlbeteiligung lag bei 71,6 %.
Wichtige Themen im Wahlkampf waren Reformen (zum Beispiel Liberalisierung der Wirtschaft) und die Anpassung der frankophonen Bevölkerung.

## Wahlsystem
Die meisten Abgeordneten wurden durch Nicht übertragbare Einzelstimmgebung (single non-transferable voting) in Wahlkreisen mit zwei bis sechs Sitzen pro Wahlkreis gewählt. Vier Abgeordnete wurden nach Mehrheitswahl (first past the post) gewählt.

## Ergebnisse

Sitzverteilung im Parlament 1987

| Partei                            | Partei                             | Stimmen | %     | Sitze | +/-  |
| --------------------------------- | ---------------------------------- | ------- | ----- | ----- | ---- |
|                                   | Vanua’aku Pati                     | 26.617  | 47,28 | 26    | ▼ +2 |
|                                   | Union of Moderate Parties          | 22.443  | 39,87 | 19    | ▲ +7 |
|                                   | New People’s Party                 | 1.418   | 2,52  |       | neu  |
|                                   | Friend Melanesian Party            | 1.119   | 1,99  | 1     |      |
|                                   | National Democratic Party          | 879     | 1,56  |       | neu  |
|                                   | Nagriamel                          | 766     | 1,36  |       |      |
|                                   | Vanuatu Independent Alliance Party | 442     | 0,79  |       |      |
|                                   | Vanuatu Labour Party               | 322     | 0,57  |       | neu  |
|                                   | Unabhängige                        | 2.288   | 4,06  | 0     |      |
|                                   |                                    |         |       |       |      |
| Gültige Stimmen                   | Gültige Stimmen                    | 56.294  | 99,33 |       |      |
| Ungültige Stimmen                 | Ungültige Stimmen                  | 382     | 0,67  |       |      |
| Gesamt                            | Gesamt                             | 56.676  | 100   | 46    | +7   |
| Nichtwähler                       | Nichtwähler                        | 22.437  | 28,36 |       |      |
| Wahlberechtigte / Wahlbeteiligung | Wahlberechtigte / Wahlbeteiligung  | 79.113  | 71,64 |       |      |